# Europaspiele 2019/Badminton (Herreneinzel)
Bei den Europaspielen 2019 in Minsk, Belarus, wurden vom 24. bis 30. Juni 2019 insgesamt fünf Wettbewerbe im Badminton ausgetragen. Folgend die Ergebnisse im Herreneinzel.

## Setzliste
1. Viktor Axelsen  (nicht gestartet)
2. Anders Antonsen  (Gold)
3. Mark Caljouw  (Viertelfinale)
4. Brice Leverdez  (Silber)
5. Misha Zilberman  (Bronze)
6. Pablo Abián  (Achtelfinale)
7. Vladimir Malkov  (Viertelfinale)
8. Toby Penty  (Viertelfinale)

## Resultate

### Gruppenphase

#### Gruppe A
| Platz | Team           | Pld | W | L | MF | MA | MD | GF | GA | GD | PF | PA | PD | Pts | Qualifikation |
| ----- | -------------- | --- | - | - | -- | -- | -- | -- | -- | -- | -- | -- | -- | --- | ------------- |
| 1     | Emre Lale      | 1   | 1 | 0 | 0  | 0  | 0  | 2  | 1  | +1 | 59 | 52 | +7 | 1   | Q             |
| 2     | Gergely Krausz | 1   | 0 | 1 | 0  | 0  | 0  | 1  | 2  | −1 | 52 | 59 | −7 | 0   | Q             |

| Datum          |                   | Ergebnis |                   | 1. Satz | 2. Satz | 3. Satz |
| -------------- | ----------------- | -------- | ----------------- | ------- | ------- | ------- |
| 24. Juni 13:00 | Alexander Roovers | 0–2      | Gergely Krausz    | 19–21   | 13–21   |         |
| 25. Juni 11:00 | Emre Lale         | 2–1      | Gergely Krausz    | 17–21   | 21–18   | 21–13   |
| 26. Juni 12:00 | Emre Lale         | Retired  | Alexander Roovers | 19–21   | 22–20   | 0–0r    |

#### Gruppe B
| Platz | Team               | Pld | W | L | MF | MA | MD | GF | GA | GD | PF  | PA  | PD  | Pts | Qualifikation |
| ----- | ------------------ | --- | - | - | -- | -- | -- | -- | -- | -- | --- | --- | --- | --- | ------------- |
| 1     | Anders Antonsen    | 3   | 3 | 0 | 0  | 0  | 0  | 6  | 0  | +6 | 126 | 72  | +54 | 3   | Q             |
| 2     | Raul Must          | 3   | 2 | 1 | 0  | 0  | 0  | 4  | 2  | +2 | 106 | 111 | −5  | 2   | Q             |
| 3     | Zvonimir Đurkinjak | 3   | 1 | 2 | 0  | 0  | 0  | 2  | 5  | −3 | 134 | 149 | −15 | 1   |               |
| 4     | Maxime Moreels     | 3   | 0 | 3 | 0  | 0  | 0  | 1  | 6  | −5 | 116 | 150 | −34 | 0   |               |

| Datum          |                    | Ergebnis |                    | 1. Satz | 2. Satz | 3. Satz |
| -------------- | ------------------ | -------- | ------------------ | ------- | ------- | ------- |
| 24. Juni 19:50 | Anders Antonsen    | 2–0      | Zvonimir Đurkinjak | 21–17   | 21–11   |         |
| 24. Juni 20:30 | Maxime Moreels     | 0–2      | Raul Must          | 17–21   | 12–21   |         |
| 25. Juni 18:45 | Zvonimir Đurkinjak | 0–2      | Raul Must          | 19–21   | 21–23   |         |
| 25. Juni 19:20 | Anders Antonsen    | 2–0      | Maxime Moreels     | 21–15   | 21–9    |         |
| 26. Juni 15:00 | Anders Antonsen    | 2–0      | Raul Must          | 21–10   | 21–10   |         |
| 26. Juni 15:40 | Zvonimir Đurkinjak | 2–1      | Maxime Moreels     | 26–24   | 19–21   | 21–18   |

#### Gruppe C
| Platz | Team             | Pld | W | L | MF | MA | MD | GF | GA | GD | PF  | PA  | PD  | Pts | Qualifikation |
| ----- | ---------------- | --- | - | - | -- | -- | -- | -- | -- | -- | --- | --- | --- | --- | ------------- |
| 1     | Mark Caljouw     | 3   | 3 | 0 | 0  | 0  | 0  | 6  | 0  | +6 | 126 | 89  | +37 | 3   | Q             |
| 2     | Michał Rogalski  | 3   | 2 | 1 | 0  | 0  | 0  | 4  | 2  | +2 | 116 | 105 | +11 | 2   | Q             |
| 3     | Bernardo Atilano | 3   | 1 | 2 | 0  | 0  | 0  | 2  | 4  | −2 | 107 | 113 | −6  | 1   |               |
| 4     | Cristian Savin   | 3   | 0 | 3 | 0  | 0  | 0  | 0  | 6  | −6 | 85  | 127 | −42 | 0   |               |

| Datum          |                  | Ergebnis |                  | 1. Satz | 2. Satz | 3. Satz |
| -------------- | ---------------- | -------- | ---------------- | ------- | ------- | ------- |
| 24. Juni 14:45 | Mark Caljouw     | 2–0      | Bernardo Atilano | 21–8    | 21–19   |         |
| 24. Juni 18:00 | Cristian Savin   | 0–2      | Michał Rogalski  | 16–21   | 10–21   |         |
| 25. Juni 20:30 | Bernardo Atilano | 0–2      | Michał Rogalski  | 18–21   | 19–21   |         |
| 25. Juni 21:45 | Mark Caljouw     | 2–0      | Cristian Savin   | 21–14   | 21–16   |         |
| 26. Juni 15:40 | Bernardo Atilano | 2–0      | Cristian Savin   | 22–20   | 21–9    |         |
| 26. Juni 16:20 | Mark Caljouw     | 2–0      | Michał Rogalski  | 21–18   | 21–14   |         |

#### Gruppe D
| Platz | Team                | Pld | W | L | MF | MA | MD | GF | GA | GD | PF | PA | PD  | Pts | Qualifikation |
| ----- | ------------------- | --- | - | - | -- | -- | -- | -- | -- | -- | -- | -- | --- | --- | ------------- |
| 1     | Brice Leverdez      | 2   | 2 | 0 | 0  | 0  | 0  | 4  | 0  | +4 | 86 | 59 | +27 | 2   | Q             |
| 2     | Christian Kirchmayr | 2   | 1 | 1 | 0  | 0  | 0  | 2  | 2  | 0  | 86 | 76 | +10 | 1   | Q             |
| 3     | Luka Milić          | 2   | 0 | 2 | 0  | 0  | 0  | 0  | 4  | −4 | 51 | 88 | −37 | 0   |               |

| Datum          |                 | Ergebnis |                     | 1. Satz | 2. Satz | 3. Satz |
| -------------- | --------------- | -------- | ------------------- | ------- | ------- | ------- |
| 24. Juni 21:10 | Brice Leverdez  | 2–0      | Luka Milić          | 21–11   | 21–8    |         |
| 24. Juni 21:50 | Kári Gunnarsson | 1–2      | Christian Kirchmayr | 21–13   | 17–21   | 18–21   |
| 25. Juni 21:50 | Brice Leverdez  | 2–0      | Kári Gunnarsson     | 21–10   | 21–16   |         |
| 25. Juni 21:50 | Luka Miliċ      | 0–2      | Christian Kirchmayr | 9–21    | 23–25   |         |
| 26. Juni 17:40 | Brice Leverdez  | 2–0      | Christian Kirchmayr | 22–20   | 22–20   |         |
| 26. Juni 19:00 | Luka Milić      | Retired  | Kári Gunnarsson     | 22–20   | 23–25   | 11–6r   |

#### Gruppe E
| Platz | Team              | Pld | W | L | MF | MA | MD | GF | GA | GD | PF  | PA  | PD  | Pts | Qualifikation |
| ----- | ----------------- | --- | - | - | -- | -- | -- | -- | -- | -- | --- | --- | --- | --- | ------------- |
| 1     | Misha Zilberman   | 3   | 3 | 0 | 0  | 0  | 0  | 6  | 0  | +6 | 129 | 108 | +21 | 3   | Q             |
| 2     | Eetu Heino        | 3   | 2 | 1 | 0  | 0  | 0  | 4  | 2  | +2 | 117 | 93  | +24 | 2   | Q             |
| 3     | Miha Ivanič       | 3   | 1 | 2 | 0  | 0  | 0  | 2  | 5  | −3 | 130 | 137 | −7  | 1   |               |
| 4     | Rosario Maddaloni | 3   | 0 | 3 | 0  | 0  | 0  | 1  | 6  | −5 | 106 | 144 | −38 | 0   |               |

| Datum          |                   | Ergebnis |                   | 1. Satz | 2. Satz | 3. Satz |
| -------------- | ----------------- | -------- | ----------------- | ------- | ------- | ------- |
| 24. Juni 11:00 | Misha Zilberman   | 2–0      | Miha Ivanič       | 24–22   | 21–18   |         |
| 24. Juni 11:40 | Rosario Maddaloni | 0–2      | Eetu Heino        | 8–21    | 13–21   |         |
| 25. Juni 12:20 | Miha Ivanič       | 0–2      | Eetu Heino        | 15–21   | 15–21   |         |
| 25. Juni 16:00 | Misha Zilberman   | 2–0      | Rosario Maddaloni | 21–19   | 21–16   |         |
| 26. Juni 09:00 | Misha Zilberman   | 2–0      | Eetu Heino        | 21–16   | 21–17   |         |
| 26. Juni 09:40 | Miha Ivanič       | 2–1      | Rosario Maddaloni | 21–19   | 18–21   | 21–10   |

#### Gruppe F
| Platz | Team           | Pld | W | L | MF | MA | MD | GF | GA | GD | PF  | PA  | PD  | Pts | Qualifikation |
| ----- | -------------- | --- | - | - | -- | -- | -- | -- | -- | -- | --- | --- | --- | --- | ------------- |
| 1     | Pablo Abián    | 3   | 3 | 0 | 0  | 0  | 0  | 6  | 2  | +4 | 159 | 127 | +32 | 3   | Q             |
| 2     | Nhat Nguyen    | 3   | 2 | 1 | 0  | 0  | 0  | 5  | 3  | +2 | 157 | 132 | +25 | 2   | Q             |
| 3     | Luka Wraber    | 3   | 1 | 2 | 0  | 0  | 0  | 3  | 5  | −2 | 131 | 163 | −32 | 1   |               |
| 4     | Daniel Nikolov | 3   | 0 | 3 | 0  | 0  | 0  | 2  | 6  | −4 | 138 | 163 | −25 | 0   |               |

| Datum          |             | Ergebnis |                | 1. Satz | 2. Satz | 3. Satz |
| -------------- | ----------- | -------- | -------------- | ------- | ------- | ------- |
| 24. Juni 13:00 | Nhat Nguyen | 2–0      | Daniel Nikolov | 21–11   | 21–13   |         |
| 24. Juni 14:20 | Pablo Abián | 2–0      | Luka Wraber    | 21–11   | 21–8    |         |
| 25. Juni 12:30 | Pablo Abián | 2–1      | Nhat Nguyen    | 18–21   | 22–20   | 21–13   |
| 25. Juni 13:15 | Luka Wraber | 2–1      | Daniel Nikolov | 21–17   | 23–25   | 21–18   |
| 26. Juni 09:00 | Pablo Abián | 2–1      | Daniel Nikolov | 23–21   | 12–21   | 21–12   |
| 26. Juni 09:45 | Luka Wraber | 1–2      | Nhat Nguyen    | 21–19   | 12–21   | 14–21   |

#### Gruppe G
| Platz | Team                      | Pld | W | L | MF | MA | MD | GF | GA | GD | PF  | PA  | PD  | Pts | Qualifikation |
| ----- | ------------------------- | --- | - | - | -- | -- | -- | -- | -- | -- | --- | --- | --- | --- | ------------- |
| 1     | Vladimir Malkov           | 3   | 3 | 0 | 0  | 0  | 0  | 6  | 0  | +6 | 126 | 70  | +56 | 3   | Q             |
| 2     | Azmy Qowimuramadhoni      | 3   | 2 | 1 | 0  | 0  | 0  | 4  | 3  | +1 | 120 | 125 | −5  | 2   | Q             |
| 3     | Collins Valentine Filimon | 3   | 1 | 2 | 0  | 0  | 0  | 3  | 5  | −2 | 126 | 151 | −25 | 1   |               |
| 4     | Robert Mann               | 3   | 0 | 3 | 0  | 0  | 0  | 1  | 6  | −5 | 113 | 139 | −26 | 0   |               |

| Datum          |                           | Ergebnis |                           | 1. Satz | 2. Satz | 3. Satz |
| -------------- | ------------------------- | -------- | ------------------------- | ------- | ------- | ------- |
| 24. Juni 16:00 | Collins Valentine Filimon | 1–2      | Azmy Qowimuramadhoni      | 19–21   | 21–18   | 10–21   |
| 24. Juni 17:20 | Vladimir Malkov           | 2–0      | Robert Mann               | 21–17   | 21–14   |         |
| 25. Juni 17:20 | Vladimir Malkov           | 2–0      | Collins Valentine Filmon  | 21–8    | 21–13   |         |
| 25. Juni 19:10 | Robert Mann               | 0–2      | Azmy Qowimuramadhoni      | 15–21   | 18–21   |         |
| 26. Juni 12:20 | Robert Mann               | 1–2      | Collins Valentine Filimon | 21–13   | 13–21   | 16–21   |
| 26. Juni 13:00 | Vladimir Malkov           | 2–0      | Azmy Qowimuramadhoni      | 21–7    | 21–11   |         |

#### Gruppe H
| Platz | Team            | Pld | W | L | MF | MA | MD | GF | GA | GD | PF  | PA  | PD  | Pts | Qualifikation |
| ----- | --------------- | --- | - | - | -- | -- | -- | -- | -- | -- | --- | --- | --- | --- | ------------- |
| 1     | Toby Penty      | 3   | 3 | 0 | 0  | 0  | 0  | 6  | 0  | +6 | 128 | 94  | +34 | 3   | Q             |
| 2     | Felix Burestedt | 3   | 2 | 1 | 0  | 0  | 0  | 4  | 3  | +1 | 123 | 124 | −1  | 2   | Q             |
| 3     | Artem Pochtarev | 3   | 1 | 2 | 0  | 0  | 0  | 2  | 5  | −3 | 126 | 134 | −8  | 1   |               |
| 4     | Milan Ludík     | 3   | 0 | 3 | 0  | 0  | 0  | 2  | 6  | −4 | 132 | 157 | −25 | 0   |               |

| Datum          |                 | Ergebnis |                 | 1. Satz | 2. Satz | 3. Satz |
| -------------- | --------------- | -------- | --------------- | ------- | ------- | ------- |
| 24. Juni 18:30 | Artem Pochtarev | 0–2      | Felix Burestedt | 16–21   | 17–21   |         |
| 24. Juni 20:30 | Toby Penty      | 2–0      | Milan Ludík     | 21–19   | 21–16   |         |
| 25. Juni 20:15 | Milan Ludík     | 1–2      | Felix Burestedt | 16–21   | 21–11   | 12–21   |
| 25. Juni 20:30 | Toby Penty      | 2–0      | Artem Pochtarev | 23–21   | 21–10   |         |
| 26. Juni 17:40 | Milan Ludík     | 1–2      | Artem Pochtarev | 15–21   | 22–20   | 11–21   |
| 26. Juni 18:45 | Toby Penty      | 2–0      | Felix Burestedt | 21–19   | 21–9    |         |

### Endrunde
|  | Achtelfinale | Achtelfinale         | Achtelfinale | Achtelfinale | Achtelfinale |  |  | Viertelfinale | Viertelfinale   | Viertelfinale | Viertelfinale | Viertelfinale |  |   | Halbfinale      | Halbfinale | Halbfinale | Halbfinale | Halbfinale |  |  | Finale | Finale | Finale | Finale | Finale |
|  |              |                      |              |              |              |  |  |               |                 |               |               |               |  |   |                 |            |            |            |            |  |  |        |        |        |        |        |
|  |              | Emre Lale            | 14           | 16           |              |  |  |               |                 |               |               |               |  |   |                 |            |            |            |            |  |  |        |        |        |        |        |
|  |              | Raul Must            | 21           | 21           |              |  |  |               | Raul Must       | 16            | 21            | 21            |  |   |                 |            |            |            |            |  |  |        |        |        |        |        |
|  | 6            | Pablo Abián          | 14           | 21           | 21           |  |  |               | Felix Burestedt | 21            | 12            | 12            |  |   |                 |            |            |            |            |  |  |        |        |        |        |        |
|  |              | Felix Burestedt      | 21           | 11           | 23           |  |  |               |                 |               |               |               |  |   | Raul Must       | 20         | 8          |            |            |  |  |        |        |        |        |        |
|  | 4            | Brice Leverdez       | 21           | 16           | 21           |  |  |               |                 |               |               |               |  | 4 | Brice Leverdez  | 22         | 21         |            |            |  |  |        |        |        |        |        |
|  |              | Michał Rogalski      | 16           | 21           | 16           |  |  | 4             | Brice Leverdez  | 21            | 21            |               |  |   |                 |            |            |            |            |  |  |        |        |        |        |        |
|  | 7            | Vladimir Malkov      | 21           | 21           |              |  |  | 7             | Vladimir Malkov | 13            | 10            |               |  |   |                 |            |            |            |            |  |  |        |        |        |        |        |
|  |              | Eetu Heino           | 14           | 14           |              |  |  |               |                 |               |               |               |  | 4 | Brice Leverdez  | 19         | 21         | 10         |            |  |  |        |        |        |        |        |
|  |              | Gergely Krausz       | 21           | 16           |              |  |  |               |                 |               |               |               |  | 2 | Anders Antonsen | 21         | 14         | 21         |            |  |  |        |        |        |        |        |
|  | 5            | Misha Zilberman      | 23           | 21           |              |  |  | 5             | Misha Zilberman | 12            | 21            | 21            |  |   |                 |            |            |            |            |  |  |        |        |        |        |        |
|  |              | Azmy Qowimuramadhoni | 12           | 21           | 14           |  |  | 3             | Mark Caljouw    | 21            | 17            | 15            |  |   |                 |            |            |            |            |  |  |        |        |        |        |        |
|  | 3            | Mark Caljouw         | 21           | 17           | 21           |  |  |               |                 |               |               |               |  | 5 | Misha Zilberman | 9          | 11         |            |            |  |  |        |        |        |        |        |
|  |              | Nhat Nguyen          | 12           | 11           |              |  |  |               |                 |               |               |               |  | 2 | Anders Antonsen | 21         | 21         |            |            |  |  |        |        |        |        |        |
|  | 8            | Toby Penty           | 21           | 21           |              |  |  | 8             | Toby Penty      | 15            | 16            |               |  |   |                 |            |            |            |            |  |  |        |        |        |        |        |
|  |              | Christian Kirchmayr  | 15           | 8            |              |  |  | 2             | Anders Antonsen | 21            | 21            |               |  |   |                 |            |            |            |            |  |  |        |        |        |        |        |
|  |              | Anders Antonsen      | 21           | 21           |              |  |  |               |                 |               |               |               |  |   |                 |            |            |            |            |  |  |        |        |        |        |        |